# Kermit Unpigged
Kermit Unpigged è un album dei Muppet, prodotto dalla The Jim Henson Company attraverso Sony Wonder nel 1996, e l'ultimo album pubblicato da Jim Henson Pictures. Il titolo del disco è una chiara parodia della serie di MTV MTV Unplugged. Il concept dell’album vede  Kermit e gli altri Muppet che si prendono uno studio di registrazione e incontrando celebrità tra Linda Ronstadt, Vince Gill, Jimmy Buffett, e Ozzy Osbourne.

## Tracce
1. She Drives Me Crazy - Muppets
2. Daydream - Vince Gill
3. On Broadway - George Benson e Clifford
4. Mr. Spaceman - Jimmy Buffett, Gonzo e Rizzo il Ratto
5. All I Have to Do Is Dream - Linda Ronstadt
6. Born to Be Wild - Ozzy Osbourne
7. Bein' Green - Don Henley
8. Wild Thing - Floyd Pepper
9. Can't Get Along Without You - Muppets
10. All Together Now - i Muppet con Harry Smith